# Cancer radio-induit
Un cancer radio-induit est un cancer résultant d'une exposition aux rayonnements ionisants, brève et intense, ou chronique, externe (et/ou interne, faisant suite à d'ingestion accidentelle de radionucléide ou à une curiethérapie). Une certaine exposition à la radioactivité ou aux Ultra-violets (qui dans le spectre du rayonnement sont situés à la frontière entre le rayonnement ionisant et non ionisants), augmente le risque de développer un cancer dans le futur, souvent des dizaines d'années plus tard, en particulier la leucémie et le cancer de la thyroïde en cas d'exposition à de l'iode radioactif.
Certains cancers  radio-induits sont l'un des effets indésirables de la  radiothérapie d'un cancer (ex. : sarcome induit par le traitement d'un cancer du sein),. Les mécanismes qui causent ces cancers dits radio-induits sont bien compris, sauf pour les faibles doses (et les modèles quantitatifs prédisant le niveau de risque restent controversés). Le modèle le plus largement accepté postule que l'incidence des cancers radio-induits augmente linéairement avec la dose efficace de rayonnement à un taux de 5,5 % par sievert.
La grande majorité des cancers non invasifs sont des cancers de la peau non mélanocytaires causés par les rayons ultraviolets.
Les rayonnements radioélectriques (micro-ondes notamment, non ionisants) provenant des téléphones portables, des réseaux de transmission d'énergie électrique et d'autres sources similaires sont considérés par le Centre international de recherche sur le cancer de l'Organisation mondiale de la santé comme étant potentiellement cancérigènes, mais à ce jour sans preuve incontestable,.

## Histoire
Les radiations ont été découvertes à la fin du XIXe siècle, mais les dangers de la radioactivité et des radiations n'ont pas été immédiatement reconnus. Les effets aigus des radiations ont été observés pour la première fois lors de l'utilisation des rayons X lorsque Wilhelm Röntgen a intentionnellement soumis ses doigts aux rayons X en 1895. Il a publié ses observations concernant les brûlures qui se sont développées, bien qu'il les ait attribuées à l'ozone plutôt qu'aux rayons X. Ses brûlures ont guéri plus tard, mais de nombreux radiologues ont perdu des doigts ou des parties de doigts
Les effets génétiques des radiations, notamment leurs effets sur le risque de cancer, ont été reconnus beaucoup plus tard. En 1927, Hermann Joseph Muller a publié des recherches démontrant des effets génétiques. et en 1946, il a reçu le prix Nobel pour ses découvertes. Les radiations ont rapidement été associées au cancer des os chez les peintres de cadrans au radium, mais cela n'a été confirmé qu'après des études animales à grande échelle après la Seconde Guerre mondiale. Le risque a ensuite été quantifié grâce à des études à long terme sur les survivants de la bombe atomique.
Avant que les effets biologiques des radiations ne soient connus, de nombreux médecins et entreprises avaient commencé à commercialiser des substances radioactives comme des médicaments brevetés et du charlatanisme radioactif. Les exemples étaient les traitements par lavement au radium et les eaux contenant du radium à boire comme tonique. Marie Curie s'est prononcée contre ce type de traitement, avertissant que les effets des radiations sur le corps humain n'étaient pas bien compris. Curie mourut plus tard d'une anémie aplasique et non d'un cancer. Eben Byers, une célèbre personnalité mondaine américaine, est décédé de multiples cancers en 1932 après avoir consommé de grandes quantités de radium pendant plusieurs années ; sa mort a attiré l'attention du public sur les dangers des radiations. Dans les années 1930, après un certain nombre de cas de nécrose osseuse et de décès chez des passionnés, les produits médicaux contenant du radium avaient presque disparu du marché.
Aux États-Unis, l'expérience des Radium Girls, où des milliers de peintres de cadrans au radium ont contracté des cancers de la bouche, a popularisé les avertissements de santé au travail associés aux risques liés aux radiations. Robley D. Evans, du Massachusetts Institute of Technology, a développé la première norme relative à la charge corporelle admissible de radium, une étape clé dans l'établissement de la médecine nucléaire en tant que domaine d'étude. Avec le développement des réacteurs nucléaires et des armes nucléaires dans les années 1940, une attention scientifique accrue a été accordée à l'étude de toutes sortes d'effets des radiations.
Selon Jean-Marc Cosset, du Département d'Oncologie-radiothérapie de l'institut Curie de Paris, à la fin du XXe siècle, les cancers radio-induits sont une réalité largement démontrée par des observations anciennes datant des premières études et utilisation des rayons X et des premiers éléments radioactifs, ensuite précisées par un suivi rigoureux à court, moyen et long terme des populations survivantes aux bombardements atomiques d'Hiroshima et à Nagasaki. Enfin, de nombreuses données se sont accumulées depuis la généralisation des irradiations thérapeutiques, avec alors déjà plus de 20 ans de recul chez certains patients ayant reçu des doses parfaitement connues dans des zones et « volumes » précis (il faut cependant parfois une trentaine d'années voire plus pour détecter un cancer). Des données sur les conséquences d'expositions accidentelles existent, et plus récemment, des études portant sur les travailleurs du nucléaire ont aussi mis en évidence certains effets de faibles doses faibles délivrées à faible débit. Le suivi des populations affectées par les retombées de la catastrophe de Tchernobyl a clairement montré une augmentation rapide et significative de cancers agressifs de la thyroïde chez les enfants exposés (exposition interne dans ce cas par l'iode radioactif fixé sur la glande thyroïde). Une augmentation apparente du risque de leucémies autour de certaines centrales ou d'autres installations nucléaires (site de La Hague en France) soulève aussi des questions en France et en Grande-Bretagne.

## Causes
Selon le modèle dominant, toute exposition à des radiations peut augmenter le risque de carcinogenèse radio-induite.
Les facteurs contribuant généralement à ce risque son, outre le rayonnement naturel de fond (plus élevé pour les pilotes et hôtesses de l'air), certaines procédures médicales utilisant des radionucléides ou l'exposition à une radioactivité externe, certaines expositions professionnelles, les accidents nucléaires et bien d'autres (ex. : Hélène Martin et ses collègues, en 2017, ont par exemple décrit le cas d'un fibrosarcome épithélioïde sclérosant (mortel dans ce cas) apparu dans le champ d'irradiation d'un pendentif Quantum science® faiblement radioactif.
les causes les plus fréquemment citées ou les plus étudiées sont :

### Radon
Le gaz radon est responsable de la majorité de l'exposition moyenne de la population mondiale aux rayonnements ionisants. Il est souvent le facteur le plus important contribuant à la dose de rayonnement de fond d'un individu, mais sa quantité et le degré d'exposition varient considérablement d'un endroit à l'autre voire selon l'heure et la saison. Du radon issu du sol ou de matériaux naturels peut s'accumuler dans les zones peu aérées de certains bâtiments (greniers isolés, sous-sol notamment). Certaines eaux de source et sources chaudes en contiennent aussi. Là où le radon géologique est présent en concentrations élevées, le radon est considéré comme un contaminant important de l'air intérieur.
Les données épidémiologiques montrent un lien clair entre le cancer du poumon et l'exposition à des concentrations élevées de radon. Aux États-Unis, le cancer du poumon est responsable de 21 000 décès par an (second plus grand nombre de décès par cancer du poumon après le tabagisme selon l'Agence américaine de protection de l'environnement). L'exposition résidentielle au gaz radon présente des risques de cancer similaires à ceux du tabagisme passif. Les radiations sont une source de cancer plus puissante quand elles sont combinées à d'autres sources radioactives ou à des agents cancérigènes ; c'est le cas de la combinaison exposition au radon + tabagisme.

### Sources médicales
Dans les pays industrialisés, la radiothérapie, mais aussi l'imagerie médicale contribue presque autant à la dose de rayonnement reçue par la population que le rayonnement de fond naturel.
Un sarcome (osseux…) peut être radio-induit par une radiothérapie, c'est un effet rare, mais de mauvais pronostic avec un taux de survie globale à cinq ans de 10 à 36 % selon la littérature. Ce type de cancer peut par exemple apparaitre après un cancer du sein ou du testicule Le premier cas de sarcome osseux faisant suite à une irradiation remonte à 1922 (il suivait la radiothérapie d'un cancer du sein). Il peut aussi s'agir de sarcomes des tissus mous, notamment de la tête et du cou.
La dose collective reçue par un américain moyen via l'imagerie médicale a été multipliée par six entre 1990 et 2006, principalement en raison de l'utilisation croissante des scanners 3D qui délivrent une dose beaucoup plus importante, par procédure, que les radiographies traditionnelles. Au début du XXe siècle, ces scanners, à eux seuls, représentent la moitié de la dose d'imagerie médicale reçue par un américain moyen des États-Unis ; ils seraient responsables de 0,4 % des cancers actuels aux États-Unis, un chiffre qui augmente et pourrait atteindre 1,5 à 2 % avec les taux d'utilisation du scanner en 2007 (cette estimation est cependant contestée, et il faut tenir compte du rapport cout-bénéfice pour la santé). Il a été dit qu'à elles seules, les tomodensitométries faites aux États-Unis en 2007 pourraient entraîner 29 000 nouveaux cas de cancer dans les années à venir,, mais cette estimation est critiquée par l'American College of Radiology (ACR), qui rappelle que l'espérance de vie des patients ayant subi un scanner n'est pas celle de la population générale, et que le modèle de calcul du cancer basé sur l'exposition totale aux radiations du corps et est donc erroné.
D'autres techniques de médecine nucléaire (scintigraphie par exemple) impliquent l'injection de radiotraçeurs ou de produits radiopharmaceutiques (radionucléides) dans la circulation sanguine. Les traitements de radiothérapie délivrent, délibérément, pour tuer les cellules cancéreuses, des doses mortelles (au niveau cellulaire) aux tumeurs et aux tissus environnants.

### Expositions professionnelles
Conformément aux recommandations de la CIPR, la plupart des organismes de règlementation autorisent les travailleurs de l'industrie nucléaire à recevoir jusqu'à 20 fois plus de doses de rayonnement que celles autorisées pour le grand public. Des doses plus élevées sont généralement également autorisées en cas d'urgence.
La majorité des travailleurs sont régulièrement maintenus bien en deçà des limites règlementaires, tandis que quelques techniciens essentiels s'approcheront régulièrement de leur maximum chaque année. Des surexpositions accidentelles sont néanmoins signalées plusieurs fois par an dans le monde.
Un cas particulier est celui des astronautes en mission longue : ils présentent un risque plus élevé de cancer.
Hors du secteur nucléaires, certaines professions sont aussi exposées aux radiations. Des mineurs sont exposés au radon, notamment dans les mines d'uranium ; les équipages des compagnies aériennes sont exposés au rayonnement cosmique (en raison de la réduction d'une moindre protection par l'atmosphère en altitude).

### Exposition environnementale ou domestique
Toute personne vivant ou travaillant dans une région granitique et plus encore dans un bâtiment en granite, comme le Capitole aux États-Unis, est susceptible d'être exposée à une certaine dose de radiation délivrée par le radon.

### Exposition accidentelle

Carte des dépôts radioactifs, séquelles de la catastrophe de Tchernobyl (carte datée de 1996).

Les accidents nucléaires peuvent avoir des conséquences dramatiques sur l'environnement, mais à échelle mondiale et sur le long terme, leur impact global sur le cancer est jugé moindre que celui des expositions naturelles au radon et à des irradiations médicales.
Après l'exposition due aux essais nucléaires dans l'atmosphère dans les années 1950-1960, l'accident nucléaire le plus grave a probablement été la catastrophe de Tchernobyl. En plus des décès classiques et des décès dus au syndrome d'irradiation aiguë, de nombreux enfants ont développé des cancers de la thyroïde, et on estime qu'il pourrait y avoir jusqu'à 4 000 décès supplémentaires par cancer parmi les quelque 600 000 personnes les plus exposées,. Parmi les 100 millions de curies (4 exabecquerels ) de matière radioactive, les isotopes radioactifs à courte durée de vie tels que l'iode 131 libérés par l'accident ont initialement été les plus dangereux. En raison de leur courte demi-vie de 5 et 8 jours, ils se sont ensuite désintégrés et c'est le césium 137 (avec une demi-vie de 30,07 ans) et le strontium 90 (avec une demi-vie de 28,78 ans) à durée de vie plus longue qui sont devenus les principaux dangers, via la chaîne alimentaire et la bioconcentration, essentiellement.
En mars 2011, la conjonction d'un tremblement de terre et d'un un tsunami ont conjointement causé (phénomène de Genpatsu-shinsai ) des dégâts qui ont conduit à des explosions et à des fusions partielles à la centrale nucléaire de Fukushima I au Japon. Une importante quantité de matières radioactives a été libérée à la suite d'explosions d'hydrogène dans trois réacteurs, alors que les techniciens tentaient de pomper de l'eau de mer pour refroidir les barres de combustible d'uranium (ou de MOX dans le réacteur no 4) et de purger le gaz radioactif des réacteurs afin de faire place à l'eau de mer. Les inquiétudes concernant la libération à grande échelle de radioactivité ont conduit à créer une zone d'exclusion de 20 à 30 km autour de la centrale. Le 24 mars 2011, les autorités japonaises ont annoncé que « de l'iode 131 radioactif dépassant les limites de sécurité pour les nourrissons avait été détecté dans 18 usines de purification d'eau à Tokyo et dans cinq autres préfectures ».
Le Japon a aussi subi  les accidents nucléaires de Tokaimura en 1997 et 1999. L'accident de 1997 a été beaucoup moins grave que celui de 1999. L'accident nucléaire de 1999 a été provoqué par deux techniciens défaillants qui, dans leur désir d'accélérer le processus de conversion de l'hexafluorure d'uranium en dioxyde d'uranium enrichi, ont abouti à une masse critique qui a conduit les techniciens Hisashi Ouchi à être exposés à environ 17 sieverts de radiations et Masato Shinohara à être exposés à 10 sieverts de radiations, ce qui a entraîné leur mort. Le superviseur des deux hommes, Yutaka Yokokawa, qui était assis à un bureau loin du réservoir dans lequel l'hexafluorure d'uranium était versé, a reçu une dose de trois sieverts et a survécu, et a été accusé de négligence en octobre 2000.[réf. nécessaire]
En 2003, lors d'autopsies pratiquées sur six enfants morts dans une zone radio-polluée proche de Tchernobyl, où l'on a également signalé une incidence plus élevée de tumeurs pancréatiques, Bandazhevsky a trouvé  dans leur pancréas une concentration de 137 Cs de 40 à 45 fois supérieure à celle de leur foie, ce qui a permis de démontrer que le tissu pancréatique est un puissant accumulateur de césium radioactif.

En 2020, Liliia Zrielykh a signalé une incidence élevée et statistiquement significative du cancer du pancréas en Ukraine sur une période de 10 ans, il y a eu des cas de morbidité également chez les enfants en 2013 par rapport à 2003.
D'autres accidents graves liés aux radiations comprennent la catastrophe de Kyshtym (environ 49 à 55 décès par cancer)  et l'incendie de Windscale (environ 33 décès par cancer)  .
L'accident du satellite Transit 5BN-3. Le satellite avait à son bord un générateur thermoélectrique à radio-isotope SNAP-3 (RTG) contenant environ 1 kilogramme de plutonium 238 lorsqu'il a brûlé et est rentré dans l'atmosphère le 21 avril 1964. Le Dr John Gofman a affirmé que ce type d'évènement augmente inévitablement le taux de cancer du poumon dans le monde, mais dans une mesure impossible à estimer. Il ne fait aucun doute que la dispersion d'une telle quantité de plutonium-238 augmente le nombre de cancers du poumon diagnostiqués dans les décennies suivantes. D'autres chutes de satellites incluent Kosmos 954 et Kosmos 1402.

## Mécanisme
Le cancer est un effet radiobiologique, stochastique des radiations, ce qui signifie qu'il s'agit d'un événement imprévisible.
La probabilité d'apparition augmente avec la dose de rayonnement efficace, mais la gravité du cancer est indépendante de la dose.
La vitesse de développement du cancer, son pronostic, le degré de souffrance et toutes les autres caractéristiques de la maladie ne dépendent pas de la dose de rayonnement à laquelle la personne est exposée, à la différence des effets déterministes du syndrome d'irradiation aiguë dont la gravité augmente lorsque la dose dépasse un certain seuil.
Le cancer commence par une seule cellule dont le fonctionnement est perturbé. Le fonctionnement normal des cellules est contrôlé par la structure chimique des molécules d'ADN, également appelées chromosomes.
Lorsque le rayonnement dépose suffisamment d'énergie dans un tissu organique pour provoquer une ionisation, cela tend à rompre les liaisons moléculaires et donc à modifier la structure moléculaire des molécules irradiées. Les rayonnements moins énergétiques, comme la lumière visible, ne provoquent qu'une excitation, et non une ionisation, qui se dissipe généralement sous forme de chaleur avec relativement peu de dommages chimiques. La lumière ultraviolette est généralement classée comme non ionisante, mais elle se situe en fait dans une gamme intermédiaire qui produit une certaine ionisation et des dommages chimiques. Le mécanisme cancérigène des rayonnements ultraviolets est donc similaire à celui des rayonnements ionisants.
Contrairement aux déclencheurs chimiques ou physiques du cancer, les rayonnements pénétrants frappent les molécules à l'intérieur des cellules de manière aléatoire. Les molécules brisées par les radiations peuvent devenir des radicaux libres hautement réactifs qui provoquent des dommages chimiques supplémentaires. Certains de ces dommages directs et indirects finiront par avoir un impact sur les chromosomes et les facteurs épigénétiques qui contrôlent l'expression des gènes. Les mécanismes cellulaires répareront certains de ces dommages, mais certaines réparations seront incorrectes et certaines anomalies chromosomiques s'avéreront irréversibles.
Les cassures double brin de l'ADN (DSB) sont généralement considérées comme la lésion la plus importante sur le plan biologique par laquelle les rayonnements ionisants provoquent le cancer. Des expériences in vitro montrent que les rayonnements ionisants provoquent des DSB à un taux de 35 DSB par cellule et par Gray, et suppriment une partie des marqueurs épigénétiques de l'ADN qui régulent l'expression des gènes. La plupart des DSB induits sont réparés dans les 24 heures suivant l'exposition. Cependant, 25 % des brins réparés sont réparés de manière incorrecte et environ 20 % des cellules fibroblastes exposées à 200 mGy sont mortes dans les 4 jours suivant l'exposition,,. Une partie de la population, possèdant un mécanisme de réparation de l'ADN défectueux, est donc plus vulnérable aux radiations.
Des dommages majeurs entraînent généralement des mortalités cellulaires rapides et massives, ou leur incapacité à se reproduire ou à fonctionner normalement. Cet effet est responsable du syndrome d'irradiation aiguë, mais ces cellules fortement endommagées ne peuvent pas devenir cancéreuses.
Des dommages plus légers peuvent par contre faire muter une cellule stable, partiellement fonctionnelle, et la rendre capable de proliférer et générer un cancer, en particulier si les gènes suppresseurs de tumeurs sont endommagés. La Recherche récente suggère que les événements mutagènes ne se produisent pas immédiatement après l'irradiation. Au lieu de cela, les cellules survivantes semblent avoir acquis une instabilité génomique qui entraîne un taux accru de mutations dans les générations futures. La cellule passera ensuite par plusieurs étapes de transformation néoplasique qui pourront aboutir à une tumeur après des années d'« incubation ». La transformation néoplasique peut être divisée en trois grandes étapes indépendantes : les modifications morphologiques de la cellule ; acquisition de l'immortalité cellulaire (perte des processus normaux de régulation cellulaire limitant la vie) ; et adaptations favorisant la formation d'une tumeur, puis d'éventuelles métastases.
Parfois une faible dose de rayonnement semble réduire les effets d'une dose de rayonnement ultérieure plus importante. Ce phénomène, appelé « réponse adaptative », qui pourrait être expliqué par le mécanisme hypothétique dit d'hormèse.
Une période de latence de plusieurs décennies peut s'écouler entre l'exposition aux radiations et la détection du cancer. Les cancers qui peuvent se développer à la suite d'une exposition aux radiations sont impossibles à distinguer de ceux qui surviennent naturellement ou à la suite d'une exposition à d'autres agents cancérigènes.
En outre, les publications du National Cancer Institute indiquent que les dangers chimiques et physiques ainsi que les facteurs liés à l'hygiène de vie (tabagisme, consommation d'alcool, malbouffe…) contribuent de manière significative à bon nombre de ces maladies.
Les données recueillies auprès des mineurs de mines d'uranium suggèrent que le tabagisme pourrait même avoir une interaction multiplicative (plutôt qu'additive), avec les radiations. L'évaluation de la contribution des radiations à l'incidence du cancer ne peut être effectuée qu'au moyen d'études épidémiologiques à grande échelle comportant des données complètes sur tous les autres facteurs de risque confondants. Un mécanisme sans précédent de cancérogenèse pancréatique induite par les radiations a été mis en évidence par la concentration et l'élimination du radiocésium dans le canal et le suc pancréatique. Des études menées par Nelson, Sodee, Bandazhevsky, Venturi et d'autres ont rapporté que les cellules pancréatiques ont une très grande capacité à concentrer le césium radioactif cancérigène dans des scintigraphies expérimentales au Cs-137 et dans des environnements pollués par des retombées radioactives chez les mammifères (souris, chiens et humains) et également chez les oiseaux et les poissons (poulets et carpes).
Le rayonnement ionisant du 137-Cs provoque une vacuolisation cytoplasmique, une dilatation du réticulum endoplasmique et la destruction de mitochondries de tailles et de morphologies diverses, ainsi que de zones denses de chromatine à la périphérie du noyau des cellules pancréatiques, thyroïdiennes et salivaires.

## Cancer de la peau
Une exposition prolongée aux rayons ultraviolets du soleil peut entraîner un mélanome et d'autres tumeurs malignes de la peau. Des preuves claires établissent que le rayonnement ultraviolet, en particulier les UVB à ondes moyennes non ionisantes, est la cause de la plupart des cancers de la peau non mélanocytaires, qui sont les formes de cancer les plus courantes dans le monde.
Le cancer de la peau peut survenir à la suite d'une exposition aux rayonnements ionisants après une période de latence moyenne de 20 à 40 ans,. Une kératose radique (terme faisant référence aux premiers effets observés du radium sur la peau) chronique est une lésion cutanée kératosique (radiodermite) précancéreuse qui peut apparaître sur la peau de nombreuses années après une exposition aux rayonnements ionisants :729. Diverses tumeurs malignes peuvent se développer, le plus souvent un carcinome basocellulaire suivi d'un carcinome épidermoïde,,. Le risque élevé est limité au site d'exposition aux rayonnements. Plusieurs études ont également suggéré la possibilité d'une relation causale entre le mélanome et l'exposition aux rayonnements ionisants. Le degré de risque cancérigène découlant de faibles niveaux d'exposition est plus controversé, mais les données disponibles indiquent un risque accru qui est approximativement proportionnel à la dose reçue. Les radiologues et les radiologues font partie des premiers groupes professionnels exposés aux rayonnements. C'est l'observation des premiers radiologues qui a conduit à la reconnaissance du cancer de la peau induit par les radiations, le premier cancer solide lié aux radiations, en 1902. Bien que l'incidence du cancer de la peau secondaire aux rayonnements ionisants médicaux ait été plus élevée dans le passé, il existe aussi des preuves que les risques de certains cancers, notamment de cancer de la peau, peuvent être accrus chez les travailleurs médicaux plus récents, et cela peut être lié à des pratiques radiologiques spécifiques ou changeantes. Les données disponibles indiquent que le risque accru de cancer de la peau dure 45 ans ou plus après l'irradiation.

## Épidémiologie
Le cancer est un effet stochastique des rayonnements, ce qui signifie qu'il n'a qu'une probabilité d'occurrence, contrairement aux effets déterministes qui se produisent toujours au-delà d'un certain seuil de dose. Le consensus de l'industrie nucléaire, des régulateurs nucléaires et des gouvernements est que l'incidence des cancers dus aux rayonnements ionisants peut être modélisée comme augmentant linéairement avec la dose de rayonnement efficace à un taux de 5,5 % par sievert. Des études individuelles, des modèles alternatifs et des versions antérieures du consensus de l'industrie ont produit d'autres estimations de risque dispersées autour de ce modèle de consensus.
Il existe un consensus général sur le fait que le risque est beaucoup plus élevé pour les nourrissons et les fœtus que pour les adultes, plus élevé pour les personnes d'âge moyen que pour les personnes âgées et plus élevé pour les femmes que pour les hommes, bien qu'il n'y ait pas de consensus quantitatif à ce sujet,.
Ce modèle est largement accepté pour le rayonnement externe, mais son application à la contamination interne est contestée. Par exemple, le modèle ne tient pas compte des faibles taux de cancer chez les premiers travailleurs du Laboratoire national de Los Alamos qui ont été exposés à la poussière de plutonium, ni des taux élevés de cancer de la thyroïde chez les enfants après l'accident de Tchernobyl, qui étaient tous deux des événements d'exposition interne. Chris Busby, du « Comité européen sur le risque de rayonnement », qualifie le modèle de la CIPR de « fatalement imparfait » en ce qui concerne l'exposition interne.
Les radiations peuvent provoquer un cancer dans la plupart des parties du corps, chez tous les animaux et à tout âge, bien que les tumeurs solides induites par les radiations prennent généralement 10 à 15 ans, et peuvent prendre jusqu'à 40 ans, pour se manifester cliniquement. Les leucémies radio-induites nécessitent plutôt 2 à 9 ans pour apparaître. Certaines personnes, comme celles atteintes du syndrome du carcinome basocellulaire nègre ou du rétinoblastome, sont plus susceptibles que la moyenne de développer un cancer à la suite d'une exposition aux radiations. Les enfants et les adolescents sont deux fois plus susceptibles de développer une leucémie induite par les radiations que les adultes ; l'exposition aux radiations avant la naissance (in utero) a des effets dix fois plus importants.
L'exposition aux radiations peut provoquer un cancer dans n'importe quel tissu vivant, mais l'exposition externe à haute dose de tout le corps est plus étroitement associée à la leucémie reflétant la forte radiosensibilité de la moelle osseuse. Les expositions internes ont tendance à provoquer le cancer dans les organes dans lesquels se concentre la substance radioactive, de sorte que le radon provoque principalement le cancer du poumon, tandis que l'iode 131, pour le cancer de la thyroïde, est le plus susceptible de provoquer une leucémie.

### Sources de données

Risque accru de cancer solide en fonction de la dose administrée chez les survivants de l'explosion atomique.

Les associations entre l'exposition aux rayonnements ionisants et le développement du cancer sont basées principalement sur la « cohorte LSS » de survivants japonais de la bombe atomique, la plus grande population humaine jamais exposée à des niveaux élevés de rayonnements ionisants. Cependant, cette cohorte a également été exposée à une chaleur élevée, à la fois à cause du flash nucléaire initial de lumière infrarouge et après l'explosion en raison de son exposition à la tempête de feu et aux incendies généraux qui se sont développés respectivement dans les deux villes, de sorte que les survivants ont également subi une thérapie d'hyperthermie à divers degrés. L'hyperthermie, ou exposition à la chaleur après irradiation, est bien connue dans le domaine de la radiothérapie pour augmenter considérablement la gravité des atteintes aux cellules par les radicaux libres après irradiation. Cependant, aucune tentative n'a été faite à l'heure actuelle pour tenir compte de ce facteur de confusion ; il n'est pas inclus ou corrigé dans les courbes dose-réponse pour ce groupe.
Des données supplémentaires ont été recueillies auprès des bénéficiaires de certaines procédures médicales et de la catastrophe de Tchernobyl de 1986. Il existe un lien évident entre l'accident de Tchernobyl et le nombre inhabituellement élevé, environ 1 800, de cancers de la thyroïde signalés dans les zones contaminées, principalement chez les enfants.
Pour de faibles niveaux de rayonnement, les effets biologiques sont si faibles qu'ils peuvent ne pas être détectés dans les études épidémiologiques. Bien que les radiations puissent provoquer le cancer à des doses et des débits de dose élevés, les données de santé publique concernant des niveaux d'exposition inférieurs à environ 10 mSv (1 000 mrem), sont plus difficiles à interpréter. Pour évaluer les impacts sur la santé de doses de rayonnement plus faibles, les chercheurs s'appuient sur des modèles du processus par lequel les rayonnements provoquent le cancer ; plusieurs modèles prédisant différents niveaux de risque ont émergé.
Les études sur les travailleurs exposés à de faibles niveaux chroniques de rayonnement, supérieurs à la normale, ont fourni des preuves mitigées concernant le cancer et les effets transgénérationnels. Les résultats relatifs au cancer, bien qu'incertains, sont cohérents avec les estimations de risque basées sur les survivants de la bombe atomique et suggèrent que ces travailleurs sont confrontés à une légère augmentation de la probabilité de développer une leucémie et d'autres cancers. L'une des études les plus récentes et les plus approfondies sur les travailleurs a été publiée par Cardis et ses collaborateurs en 2005. Il existe des preuves que les expositions brèves et de faible intensité aux radiations ne sont pas nocives.

### Modélisation

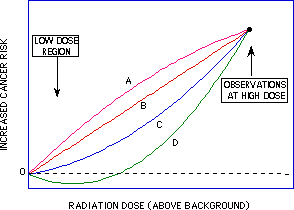
Hypothèses alternatives pour l'extrapolation du risque de cancer en fonction de la dose de rayonnement à des niveaux de faible dose, étant donné un risque connu à une dose élevée : supra-linéarité (A), linéaire (B), linéaire-quadratique (C) et hormèse (D).

Le modèle dose-réponse linéaire suggère que toute augmentation de la dose, aussi petite soit-elle, entraîne une augmentation progressive du risque. L'hypothèse du modèle linéaire sans seuil (LNT) est acceptée par la Commission internationale de protection radiologique (CIPR) et les régulateurs du monde entier. Selon ce modèle, environ 1 % de la population mondiale développe un cancer à un moment donné de sa vie en raison du rayonnement naturel de fond. À titre de comparaison, 13 % des décès en 2008 sont attribués au cancer, de sorte que le rayonnement de fond pourrait vraisemblablement y contribuer dans une faible mesure.
De nombreuses parties ont critiqué l'adoption par la CIPR du modèle linéaire sans seuil, estimant qu'il exagérait les effets des faibles doses de rayonnement. Les alternatives les plus fréquemment citées sont le modèle « quadratique linéaire » et le modèle « hormèse ». Le modèle quadratique linéaire est largement considéré en radiothérapie comme le meilleur modèle de survie cellulaire, et il est le mieux adapté aux données sur la leucémie de la cohorte LSS.
| Linéaire sans seuil  | F(D)=α⋅D       |
| Linéaire quadratique | F(D)=α⋅D+β⋅D 2 |
| Hormèse              | F(D)=α⋅[D−β]   |

Dans les trois cas, les valeurs alpha et bêta doivent être déterminées par régression à partir des données d'exposition humaine. L'expérience sur animaux de laboratoire, sur des animaux dans l'environnement, sur des cultures ou des échantillons de tissus ont une valeur limitée. La plupart des données humaines disponibles et « de haute qualité » viennent d'études d'animaux ou humains exposés à des doses élevées (supérieures à 0,1 Sv). Les modèles d'effets des faibles doses sont donc souvent une extrapolation pouvant sur évaluer ou sous-évaluer ces effets. Il n'existe pas assez de données humaines disponibles pour décider lequel de ces modèles pourrait être le plus précis pour les faibles doses. Le consensus plaide pour une approche linéaire et sans seuil (la plus simple et la plus conservatrice des trois).
L'hormèse radiative est une hypothèse, discutée, selon laquelle un faible niveau de rayonnement ionisant (c'est-à-dire proche du niveau de rayonnement de fond naturel de la Terre) aide à « immuniser » les cellules contre les dommages à l'ADN causés par d'autres causes (comme les radicaux libres ou des doses plus importantes de rayonnement ionisant) et diminue le risque de cancer. La théorie propose que de tels niveaux faibles activent les mécanismes de réparation de l'ADN du corps, provoquant la présence de niveaux plus élevés de protéines de réparation de l'ADN cellulaire dans le corps, améliorant ainsi la capacité du corps à réparer les dommages à l'ADN. Cette affirmation est très difficile à prouver chez l'homme (en utilisant, par exemple, des études statistiques sur le cancer) car les effets de très faibles niveaux de rayonnement ionisant sont trop faibles pour être mesurés statistiquement au milieu du « bruit » des taux de cancer normaux.
L'idée de l'hormèse par rayonnement est considérée comme non prouvée par les organismes chargés de la règlementation. Si le modèle d'hormèse s'avérait exact, il est concevable que certaines des règlementations actuelles basées sur le modèle LNT empêcheraient ou limiteraient l'effet hormétique, avec alors un impact négatif sur la santé.
D'autres effets non linéaires ont été observés, notamment pour les doses internes. Par exemple, l'iode 131 présente la particularité de présenter des doses élevées qui sont parfois moins dangereuses que de faibles doses, car elles ont tendance à tuer les tissus thyroïdiens qui deviendraient autrement cancéreux à cause des radiations. La plupart des études sur l'I-131 à très haute dose pour le traitement de la maladie de Graves n'ont pas réussi à détecter d'augmentation du cancer de la thyroïde, même s'il existe une augmentation linéaire du risque de cancer de la thyroïde avec l'absorption d'I-131 à des doses modérées.

## Sécurité et santé publique, réduction des risques
On estime généralement que les expositions à faible dose, comme le fait de vivre à proximité d'une centrale nucléaire ou d'une centrale électrique au charbon, qui produisent des émissions plus élevées que les centrales nucléaires, n'ont aucun effet ou très peu d'effet sur le développement du cancer, sauf accident. Les préoccupations les plus importantes concernent le radon dans les bâtiments et la surutilisation de l'imagerie médicale.
La Commission internationale de protection radiologique (CIPR) recommande de limiter l'irradiation artificielle du public à une dose efficace moyenne de 1 mSv (0,001 Sv) par an, sans compter les expositions médicales et professionnelles. À titre de comparaison, les niveaux de radiation à l'intérieur du Capitole américain sont de 0,85 mSv par an, proches de la limite règlementaire, en raison de la teneur en uranium de la structure granitique. Selon le modèle de la CIPR, une personne ayant passé 20 ans à l'intérieur du Capitole aurait une chance sur mille de plus de développer un cancer, en plus de tout autre risque existant (20 ans × 0,85 mSv/an × 0,001 Sv/mSv × 5,5 %/Sv ≈ 0,1 %). Ce « risque existant » est beaucoup plus élevé ; un Américain moyen aurait une chance sur dix de développer un cancer au cours de cette même période de 20 ans, même sans aucune exposition aux radiations artificielles.
La contamination interne due à l'ingestion, à l'inhalation, à l'injection ou à l'absorption est particulièrement préoccupante car la substance radioactive peut rester dans l'organisme pendant une période prolongée, « imposant» au sujet d'accumuler une dose longtemps après la fin de l'exposition initiale, bien qu'à de faibles débits de dose. Plus d'une centaine de personnes, dont Eben Byers et les filles du radium, ont reçu des doses engagées supérieures à 10 Gy et sont mortes d'un cancer ou de causes naturelles, alors que la même quantité de dose externe aiguë provoquerait invariablement une mort plus précoce par syndrome d'irradiation aiguë.
L'exposition interne du public est contrôlée par des limites règlementaires sur la teneur radioactive des aliments et de l'eau. Ces limites sont généralement exprimées en becquerel /kilogramme, avec des limites différentes fixées pour chaque contaminant.
Dans les cas de  radiothérapie, l'éthique médicale veut que les risques encourus dus aux effets potentiels sur les tissus sains proches des tissus tumoraux soient signalés aux patients. La fréquence et la gravité de ces séquelles et des complications tardives de la radiothérapie « peuvent être réduites en diminuant la dose totale délivrée aux tissus sains, et en diminuant la dose par séance (hyperfractionnement) sous réserve de maintenir un intervalle d'au moins 6 à 8 heures entre les fractions. Cette approche permet de bénéficier d'un effet différentiel favorable, car les tumeurs ne sont pas protégées par le fractionnement de la dose totale. Malgré ses limites de validité, le modèle linéaire-quadratique est actuellement la méthode de référence pour comparer les effets biologiques d'irradiation délivrée selon des modalités différentes ».